# Chirita monophylla
Chirita monophylla är en tvåhjärtbladig växtart som beskrevs av Charles Baron Clarke. Chirita monophylla ingår i släktet Chirita och familjen Gesneriaceae. Inga underarter finns listade i Catalogue of Life.